# شانجان سي أس 95
شانجان سي أس 95 هي سيارة كروس أوفر متوسطة الحجم تنتجها شركة شانجان للسيارات. تمت معاينتها بواسطة سيارة عرض ما قبل الإنتاج في معرض بكين للسيارات 2016.

## نظرة عامة
تم كشف النقاب عن النسخة الإنتاجية من سيارة شانجان CS95 ذات الدفع الرباعي في معرض قوانغتشو للسيارات 2016،  وتتراوح سعر السيارة من 159.800 يوان إلى 229.800 يوان (23185 دولارًا أمريكيًا - 33342 دولارًا أمريكيًا). تعتبر شانجان CS95 أكبر سيارة ركاب ضمن مجموعة منتجات شانجان. ويتم تشغيله بواسطة محرك توربو سعة 2.0 لتر بقوة 233 حصان (174 كيلو واط) وعزم دوران 360 نيوتن متر (266 رطل قدم). علبة التروس المتوفرة هي أوتوماتيكية من ست سرعات ومجهزة بنظام NexTrac AWD من شانجان. تم الكشف في عام 2018 عن شكل جديد.

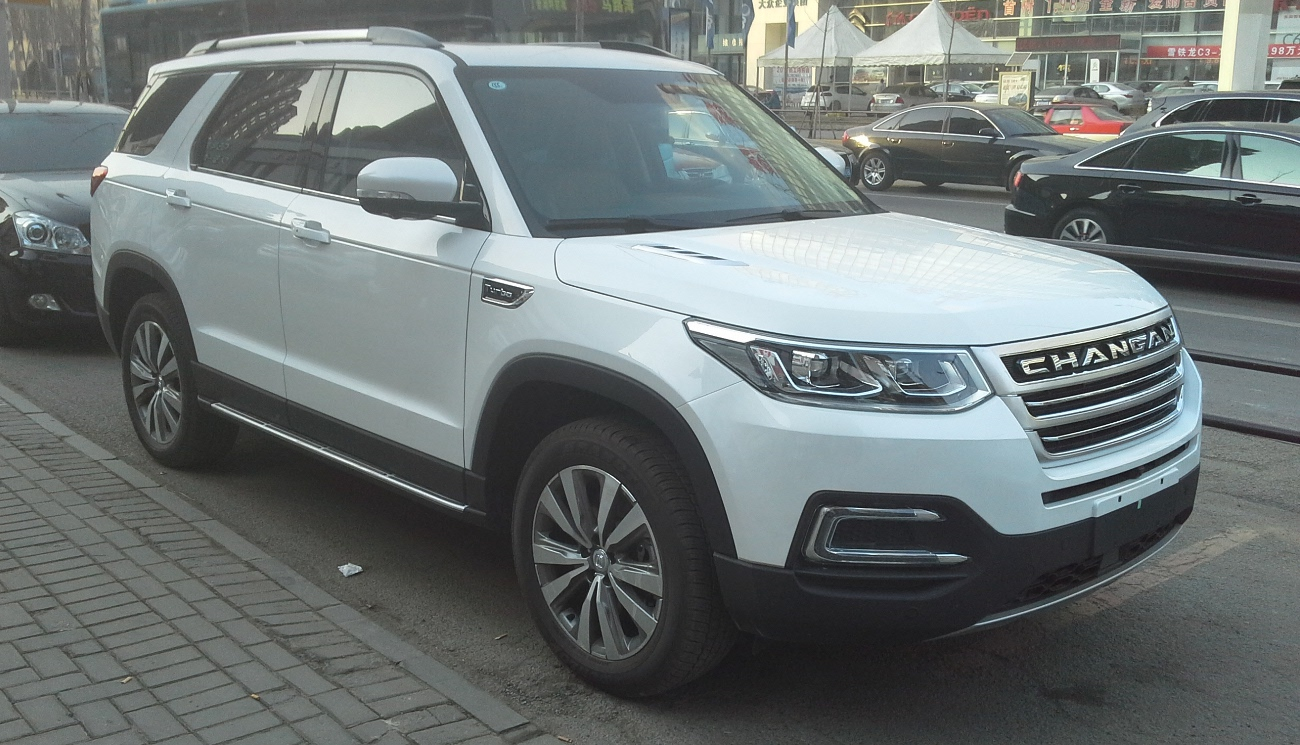
شانجان CS95 من الامام.
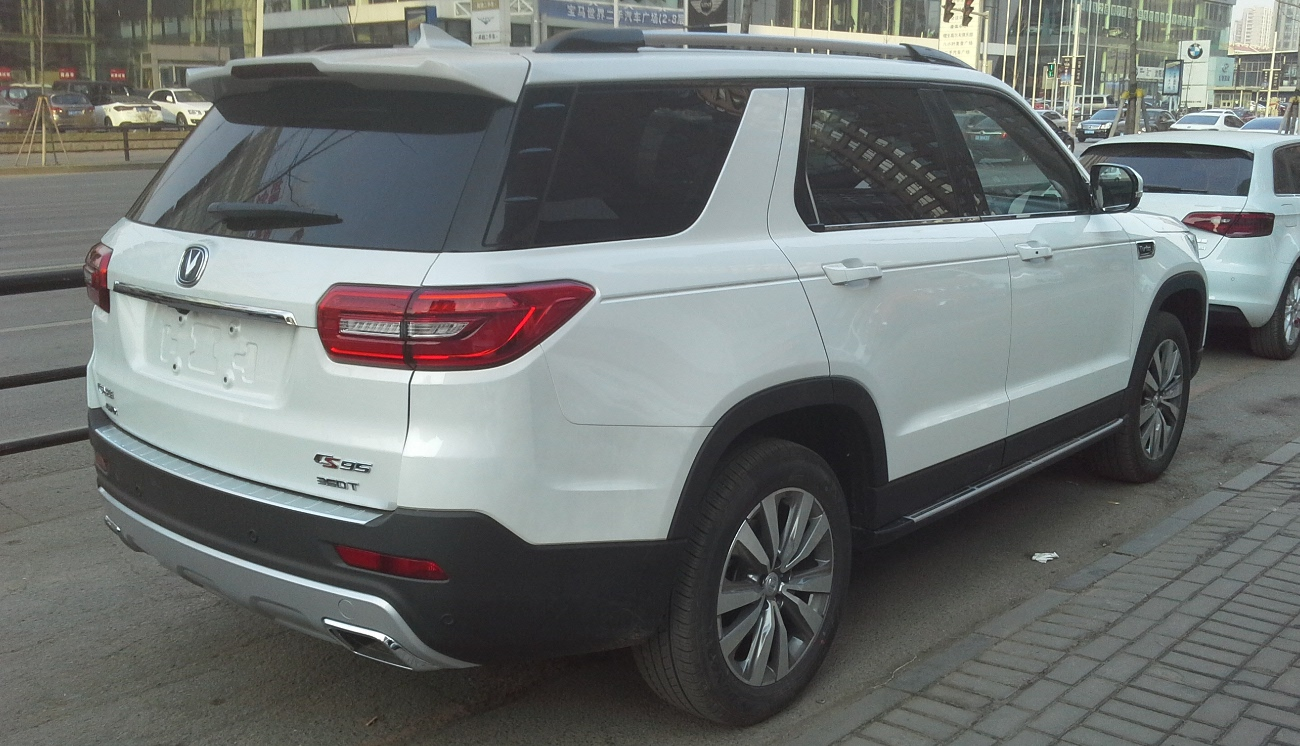
شانجان CS95 من الخلف.

### محرك سيارة شانجان CS95
تتوفر السيارة بمحرك رباعي الأسطوانات (4 سلندر) سعة 2 لتر مع شاحن تيربو يولد قوة 233 حصان وعزم دوران 360 نيوتن/متر بمعدل استهلاك وقود يصل إلي 12.6كم لكل لتر, ويتصل بناقل حركة أوتوماتيكي 6 سرعات يعمل بنظام الدفع الأمامي في فئة شانجان سي اس 95 كلاسيك ويمكن اختياره بنظام الدفع الرباعي في فئة شانجان CS95 بلاتينيوم وفئة شانجان CS95 رويال.

## روابط خارجية
- الموقع الرسمي
- شانجان cs95 2022